# Pic Oriental de Canalbona
El Pic Oriental de Canalbona és una muntanya de 2.915 metres situada entre el municipi d'Alins al Pallars Sobirà i l'Arieja, al sud de la carena que uneix aquest cim fins a la Pica d'Estats al Massís del Montcalm.